# Брати на світанку
«Брати на світанку» («Priešaušrio broliai») — радянський двосерійний художній фільм 1987 року, знятий режисером Саулюсом Восілюсом на Литовській кіностудії.

## Сюжет
За романом відомого литовського письменника А. Гудайтіса-Гузявічюса «Правда коваля Ігнотаса». У фільмі показано боротьбу за незалежність Литви у 1917—1918 роках. Лейтмотивом стають слова ксьондза Канопки, сказані мітингуючим сільським біднякам: чоботи пошити — і то треба вміти, а ви, безграмотні, хочете керувати державою.

## У ролях
- Юозас Кіселюс — Ігнотас Варкаліс
- Нійоле Ожеліте — Варкалене
- Егле Бараускайте — Карусе
- К. Юодснукіс — Петрюкас
- Гедимінас Карка — Канопка, священник
- Вацловас Бледіс — Граужиніс
- Антанас Шурна — Мастайтіс, лікар
- Елеонора Корізнайте — Алдона, дочка Мастайтіса
- Міколас Дорофеюс — Кароліс
- Вітаутас Бенокрайтіс — Дічкус, вчитель
- Енрікас Качінскас — Дексніс
- Рімантас Тересас — Юргіс
- Альгірдас Паулавічюс — Норбертас
- Арунас Сторпірштіс — Віштартас
- Ромуалдас Урвініс — Каспарас
- Гінтаутас Печюра — Каєтонас
- Юозас Мешкаускас — Лаужадіс
- Адольфас Вечерскіс — Абішала
- Егле Тулявічюте — Ванда
- Хенріка Хокушайте — епізод
- Аудріс Мечісловас Хадаравічюс — епізод
- Аурімас Бабкаускас — епізод
- Вітаутас Думшайтіс — епізод
- Альгімантас Вощікас — епізод
- Роландас Буткявічюс — епізод
- Аугустінас Паярскас — епізод
- Альгірдас Верайтіс — епізод
- Вільгельмас Вайчекаускас — епізод
- Егідіюс Паулаускас — епізод
- Юозас Ярушявічюс — епізод
- Рімас Моркунас — епізод
- Рімантас Пазікас — епізод
- Вілюс Пятраускас — епізод
- Альфредас Дукшта — епізод
- Саулюс Сіпаріс — епізод
- Сільвія Меляускайте — епізод
- Ремігіюс Сабуліс — Йонас
- Гедимінас Гірдвайніс — епізод
- Відмантас Бартусявічюс — епізод
- Фердінандас Якшис — фотограф з Кракова
- Вацловас Тамашаускас — епізод
- Відас Петкявічюс — епізод
- Антанас Саулявічюс — епізод
- Юозас Марцинкявічюс — епізод
- Валеріюс Євсеєвас — епізод
- Ляонас Цюніс — епізод
- Ляонас Змірскас — епізод
- Лігіта Кондротайте — епізод
- Вікторас Валашинас — епізод
- Альгірдас Пінтукас — епізод
- Леонід Глушаєв — епізод
- Казіс Тумкявічюс — епізод

## Знімальна група
- Режисер — Саулюс Восілюс
- Сценаристи — Казімерас Пурас, Саулюс Восілюс
- Оператор — Донатас Букліс
- Композитор — Альгімантас Апанавічюс
- Художник — Саулюс Сруогіс